# السعيد الزاهري
الكاتب والشّاعر والصحفي الجزائري محمّد السّعيد الزّاهري

## نشأته ودراسته
ولد محمّد السّعيد الزّاهري عام 1317هــ 1899م في قرية ليانة بولاية بسكرة، وفيها استهل تعلمه على يدي كوكبة من علماء أسرته، يأتي على رأسهم: جدّه لأبيه الشيخ علي بن ناجي ، وعمه عبد الرحيم بن ناجي ، والشيخ محمد بن ناجي ، والشيخ علي بن العابد ، وغيرهم، ثمّ قصد الشّيخ عبد الحميد بن باديس لينهل العلم على يديه، فأقام في مدرسته أربعة عشر شهرا، يصفها بقوله: «أقمت عنده بمدرسته زهاء أربعة عشر شهراً، رأيت فيها من العلم العريض، والإطلاع المحيط، واللسان العربي المبين، فما شعرت إلّا وقد دخلت في دور من القراءة جديد، لا عهد لي به من قبل». ثمّ انتقل للدّراسة في جامع الزيتونة بتونس ومكث به أربعة أعوام حتى نال في نهايتها شهادة التطويع لازم وصاحب طيلة تلك المدة أعلاما كثيرين، ويقول عن نفسه: «وكنت ألزم للشيخ التميمي من ظله في كل كتاب يدرسه من كتب الأدب، مثل الكامل للمبرد وغيره، ثم صاحبته حتى تخرجت عليه في الأدب العربي، ذلك أنني ما وجدت أحدا أوسع خبرة منه بكلام العرب، ولا أبصر منه بمواقع النقد، ولا أصح منه ذوقا، ولا أحزم منه في تمحيص الحق من الباطل من كل مشكلة تنزل».
.

## نشاطه الفكري
غادر الزاهري في سنة 1925 تونس عائدا إلى أرض الوطن، فاستقر بالجزائر العاصمة، وانضم إلى جماعة الإصلاح التي كانت في هذه الفترة في بداية عهدها تعمل على غرس البذور الأولى للفكر الإصلاحي في النفوس وفي السلوك، فأخذ مكانه بين أعضائها، ومضى على هدي منهجها ينهض بأعباء الجهاد في السّاحة الوطنية على أكثر من صعيد: على طريق الوعظ والإرشاد، وفي حقل التربية والتعليم، وفي ميدان النوعية والتوجيه، فكان داعية مصلحاً، ومعلما مربياً، وصحفياً حرا، وأديبا ملتزماً. ثم أنشأ جريدة «الجزائر» وكان شعارها «الجزائر للجزائريين» ولم يكد يصدر عددها الرابع حتى أوقفتها الإدارة الفرنسية، وعلق الشيخ بن باديس على جريدة «الجزائر» في جريدة المنتقد قائلا: "فوجدنا فيها مقالات بليغة في متانة تعبير، وسمو فكرة، ونبالة مقصد، وثقة ببلوغ الغاية وجدير بها إذا كان السعيد واضعها وأن يكون السعيد طابعها ". 

انضم محمد السعيد الزاهري إلى حزب نجم شمال إفريقيا وأصبح عضوا فعالا فيه، وواحدا من أبرز مناضليه العاملين على إرساء قواعده. وما لبث أن أصدر جريدته الثانية عام 1927 م بمدينة قسنطينة وسماها «البرق» ثم «الوفاق» سنة 1938م، و«المغرب العربي» سنة 1947م وقبل ثورة نوفمبر الكبرى سنة 1954 م كان محمد السعيد الزاهري يدير جريدة «عصا موسى» بالجزائر العاصمة.

### مع جمعية العلماء المسلمين الجزائريين
أصبح محمد السعيد الزاهري عضوا مؤسسا لجمعية العلماء المسلمين الجزائريين، ورئيسا لبعض جرائدها كجريدة «السنة» سنة 1932م و«الصراط» سنة 1933م واشتغل معلما في المدارس الحرة التي تشرف عليها جمعية العلماء، وتنقل برسالته هذه بين أنحاء متنائية في القطر الجزائري بين الأغواط جنوبا وتلمسان غربا والجزائر العاصمة شمالا.

## آثاره
كتب الزّاهري مقالات كثيرة في صحف الشّرق، سيّما «الرّسالة» و«المقتطف» و«الفتح». بالإضافة إلى كتاباته الكثيرة في صحف بلده الجزائر، ومن أهمّها مجلّة «الشّهاب» الشّهيرة ومجلّة «الأمّة» و«النور» وغيرها.
ومن مؤلفاته:
- الإسلام في حاجة إلى دعاية وتبشير، حيث كتب الشيخ عبد الحميد بن باديس عن الكتاب في شهابه قائلاً: "عرفنا شاعر الجزائر الشيخ السعيد الزّاهري شاعراً خنذيذاً، وعرفناه كاتباً رحب البيان بليغاً، وعرفناه في هذا الكتاب داعية إسلاميّاً كبيراً. وقد خاض مسألة الحجاب والمرأة الجزائرية، ومسألة الإسلام والتغريب والشبيبة المتعلّمة؛ فأبان من الحقائق وأقام من الحجج ما لا يلقاه أشدّ الخصوم إذا أنصف إلّا بالإكبار والتسليم. وساق ذلك كلّه في أسلوب من البلاغة الشبيه بالروائي، سهل جذّاب، لا تستطيع إذا تناولت أوّله أن تتركه، قبل أن تأتي على آخره؛
- حاضر تلمسان؛
- بين النخيل والرمال؛
- حديث خرافة؛
- شؤون وشجون.

### نماذج من شعره
- قصيدة «التحية الصادقة»، يقول فيها:

## وفاته
اغتيل الأستاذ محمد السعيد الزاهري سنة 1956م. والظاهر أنه لم يحظ بتلك العناية من المؤرخين والكتاب الجزائريين فبقيت جوانب كثيرة من سيرته العلمية غير مدروسة ولم يعرفها الجزائريون.